# Нова Січ (Криворізький район)
Нова́ Січ — село в Україні, в Апостолівській міській територіальній громаді Криворізького району Дніпропетровської області.
Населення — 143 мешканці.

## Географія
На півдні межує з селом Перше Травня, на сході з селом Новосеменівка, та на півночі з селом Запорізьке.

## Населення
Згідно з переписом УРСР 1989 року чисельність наявного населення села становила 119 осіб, з яких 58 чоловіків та 61 жінка.
За переписом населення України 2001 року в селі мешкало 138 осіб.

### Мова
Розподіл населення за рідною мовою за даними перепису 2001 року:
| Мова       | Відсоток |
| ---------- | -------- |
| українська | 97,20 %  |
| російська  | 1,40 %   |
| молдовська | 0,70 %   |
| інші       | 0,70 %   |

## Релігія
В селі знаходиться Молитовний дім релігійної громади Церкви Божої України (вул. Шевченка, 51).